# Ricardo Batista
Ricardo Jorge Cecília Batista (* 19. November 1986 in Setúbal) ist ein angolanisch-portugiesischer Fußball-Torwart, welcher zurzeit beim portugiesischen Erstligisten Casa Pia AC unter Vertrag steht.

## Karriere

### Verein
Von 2004 bis 2008 stand er beim FC Fulham unter Vertrag, kam aber dort nur einmal im League Cup zum Einsatz. In den Jahren 2006 und 2007 war er an Milton Keynes Dons und Wycombe Wanderers ausgeliehen. 2008 wechselte er zu Sporting Lissabon. Dort konnte er sich gegen den Stammtorhüter Tiago Ferreira nicht durchsetzen und war so nur dritte Wahl hinter Rui Patrício. Am 22. Januar 2011 – Batista spielte auf Leihbasis für den SC Olhanense – wurde er positiv auf die Dopingsubstanz Prednin getestet und Ende Juli für zwei Jahre gesperrt.
Nach Ablauf der Sperre nahm Nacional Funchal den Spieler unter Vertrag. Nach einem Jahr auf Madeira und einem weiteren Jahr bei Vitória Setúbal wechselte er im Sommer 2015 in sein zweites Heimatland Angola zu Clube Recreativo Desportivo do Libolo. 2018 schloss er sich erneut einem europäischen Verein an – dem rumänischen Gaz Metan Mediaș. Im August 2020 nahm Casa Pia AC den Spieler unter Vertrag.

### Nationalmannschaft
Zwischen 2004 und 2008 kam er für verschiedene portugiesische Juniorennationalmannschaften zum Einsatz.